# Pellenes ignifrons
Pellenes ignifrons es una especie de araña saltarina del género Pellenes, familia Salticidae. Fue descrita científicamente por Grube en 1861.
Habita en Canadá, Estados Unidos, Mongolia y Rusia.